# 衝擊天子門生
《衝擊天子門生》是一部1991年刘德华和张耀扬主演的香港黑帮警匪動作片。

## 剧情
海龙社主事人阿和（龍彪）贩毒时受到警方抓捕，阿和逃离现场，妻子阿娟被當場被捕。阿和为了救出老婆向洪兴社老大忠叔（鮑方）求助，因为督察林森（羅烈）與忠叔乃多年深交。阿和与忠叔在餐厅会面时，忠叔被人擄走，留下的林森则被強運社的老大阿飞派出不明槍手所殺，其目的是嫁祸给洪兴。疾惡如仇的反黑組督察梁振邦 （張耀揚）負責此案，認为兇案乃洪興社所為，欲拘捕忠叔，忠叔在三子小玉（劉德華）的協助下逃往臺灣，梁為此更加針對洪興。
忠叔二子阿武为人冲动，父亲受到阿和牵连才被警方通缉于是打伤阿和。忠叔离港后让长子阿文负责社团事宜。在阿飞的挑拨下，阿和误以为是忠叔害死林森，目的是怪罪陷害阿和，于是两人决定联手对付洪兴。媒体报道林森与黑社会有染才导致被害，令丧父的林森之女Jenny感到伤心，而其男友小玉正准备迎娶她。洪兴开会讨论针对海龙社的下一步行动，小玉提议先找阿和谈谈。梁Sir带人搜查寻找忠叔并与阿武发生口角，梁Sir就找了一个理由将阿武带回警署关了起来。
小玉约阿和会面，不料小玉受到阿飞門生的袭击，阿飞这样做目的是让小玉对阿和怀恨在心，扩大升级双方社团的仇恨。在林森出殡日，由于受森跟黑帮关联的报道的影响，只有少数警察同事前来参加。因为担心洪兴对海龙社的报复行动，梁Sir带人阻止小玉与阿文离港去澳门。在停车场小玉与阿文受到阿飞所派的僱傭兵追杀，结果阿文伤重不治离世，在场的梁Sir从此改变了是洪兴社害死林森的看法。接着小玉在洪兴新一任龙头的选举中获得最多选票成为洪兴新掌门，随后洪兴与海龙社和強運社发生连番血拼死伤多人，因此小玉、阿和、阿飞被梁Sir请进警署调停争端，然而三人都不愿和谈。梁Sir又去找Jenny，让她劝小玉收手停止帮派厮杀行动。三位社团头目获释后受到警察派人的跟踪。
后来洪兴查出杀害林森和阿文乃越南人幹的，小玉就带人去找越南人算账杀了对方。跟踪他们的梁Sir并未阻止厮杀并让小玉离开，他还告诉小玉让忠叔回来，因为他们已经查清林森之死与忠叔无关。忠叔回港后，阿和去找忠叔和谈，阿武则派人找阿和算账，混戰中阿武重伤导致殘障，阿和则被阿飞杀害。梁Sir再找小玉劝他停止流血冲突，小玉则决心杀害阿飞，并推迟了他与Jenny的结婚日期。
在忠叔为阿文补办的追悼法事上，阿飞带大批門生前来报复，与现场的许多警察发生打斗，之后小玉带领的洪兴人马也加入混战。最終小玉亲手殺死阿飛，被判入獄。幫派衝突雖暫告一段落，但受輿論壓力影響，梁被調任為警察學堂教官。梁Sir到狱中去看望小玉，两人彼此惺惺相惜。

## 角色
| 演員   | 角色       | 備註 | 粵語配音 |
| 刘德华 | 古小玉     | 古守忠之三子，後為洪興社坐館 古國文、古國武之弟 古國祥之兄 與梁振邦亦敵亦惺惺相惜 後因殺死阿飛而入獄                                 | 李學斌   |
| 莉     | Jenny      | 林森之女 古小玉女友 | 沈小蘭   |
| 張耀揚 | 梁振邦     | 鐵面虎 九龍反黑組督察 與古小玉亦敵亦惺惺相惜                                                                                         | 陳欣     |
| 黃光亮 | 古國武     | 古守忠之次子，生性魯莽衝動 古國文之弟 古小玉、古國祥之兄 後被對家打至殘障                                                            | 原聲     |
| 龍方   | 阿飛       | 本片終極大反派 強運社話事人，為人工於心計，凡事違背良心 曾買兇殺害林森及古國文 一度勾結阿和對付洪興社，最後把阿和殺害 後被古小玉殺害 | 張炳強   |
| 龍彪   | 阿和       | 海龍社話事人 後被阿飛殺害 | 陳永信   |
| 鮑方   | 古守忠     | 洪興社頭目 古國文、古國武、古小玉、古國祥之父 林森之摯友 因林森被殺潛逃台灣，後查清真相後回到香港                                    | 源家祥   |
| 羅烈   | 林森       | Jenny之父 古守忠之摯友 後被對家槍殺                                                                                                  | 丁羽     |
| 王祖賢 | 梁振邦妻子 | 客串 | 陸惠玲   |
| 劉江   | 劉Sir      | 反黑組警員 梁振邦之下屬 | 黃子敬   |
| 林聰   |            | 反黑組警員 梁振邦之下屬 勾結阿飛，後被拘捕                                                                                           |          |
| 白彪   | 古國文     | 古守忠之長子，後為洪興社坐館 古國武、古小玉、古國祥之兄 後被對家槍殺                                                                 | 原聲     |
| 吳少雄 | 古國祥     | 古守忠之四子，医生 古國文、古國武、古小玉之弟                                                                                        | 陳永信   |
| 梁錦燊 | 懷叔       | 洪興社之叔父輩 | 黃子敬   |
| 盧雄   | 盧警司     | 反黑組警司 梁振邦之上司 | 陳永信   |

## 外部連結
- 開眼電影網上《衝擊天子門生》的資料（繁體中文）
- 香港影庫上《衝擊天子門生》的資料（繁體中文）
- 时光网上《衝擊天子門生》的資料（简体中文）
- 豆瓣电影上《衝擊天子門生》的資料 （简体中文）
- 互联网电影数据库（IMDb）上《衝擊天子門生》的资料（英文）